# Borovsko
Borovsko (cyr. Боровско) – wieś w Bośni i Hercegowinie, w Republice Serbskiej, w gminie Rogatica. W 2013 roku liczyła 7 mieszkańców.